# Автономная сенсорная меридиональная реакция

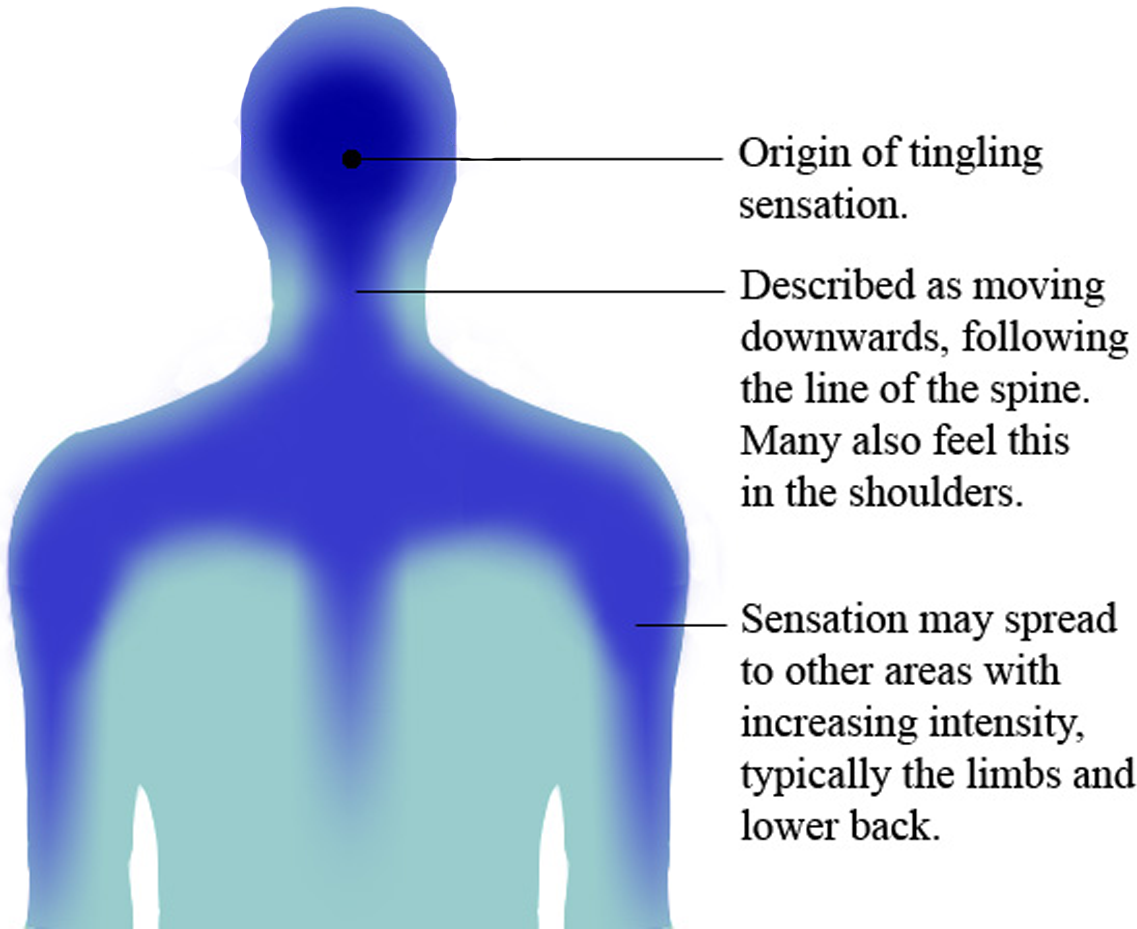
Иллюстрация маршрута ощущения покалывания ASMR

Автоно́мная сенсо́рная меридиона́льная реа́кция (АСМР) (англ. autonomous sensory meridian response, ASMR) — феномен восприятия, характеризующийся приятными и непродолжительными ощущениями покалывания в затылке, распространяющимися в виде мурашек по коже шеи и спине к конечностям. Возможно, это форма парестезии. АСМР также сравнивают со слухово-тактильной синестезией. АСМР-ощущения вызывают субъективный опыт «слабой эйфории», характеризуемой «сочетанием положительных ощущений и отчётливого статического ощущения покалывания на коже». Чаще всего он вызывается специфическими слуховыми или зрительными стимулами и реже — намеренным контролем внимания. Существует отдельный жанр видеороликов, предназначенных для стимулирования АСМР, из которых более 13 миллионов опубликованы на YouTube.
Природа феномена АСMР пока ещё остаётся неясной и не имеет научного объяснения. Несмотря на малоизвестность феномена в научных кругах, множество людей ежедневно смотрит большое количество АСМР-контента на YouTube и Twitch, где за несколько последних лет сложилось и постоянно продолжает расти масштабное и устойчивое сообщество людей, производящих и потребляющих АСМР-контент. По словам зрителей, от просмотра таких видео они получают эффект АСМР-наслаждения, успокоения, расслабления. Кроме того, эти видео помогают им справиться с тревогой, паническими атаками, расслабиться и заснуть.

## Происхождение термина
По данным сайта Know Your Meme, первое упоминание термина «АSМR» было зафиксировано 25 февраля 2010 года в названии группы на Facebook (Autonomous Sensory Meridian Response Group), которое было предложено создательницей группы Дженнифер Аллен (псевдоним — Envelope Nomia) на основании материалов дискуссии на форуме SteadyHealth, в ходе которой многие участники обсуждали ранее неописанное ощущение.
Обсуждения на таких сайтах, как группа Society of Sensationalists («Общество сенсуалистов») на Yahoo!, основанная в 2008 году, или блог Unnamed Feeling («Безымянное чувство»), созданный Эндрю Макмирисом в 2010 году, были нацелены на создание сообщества для дальнейшего изучения этого ощущения путём обмена идеями и личным опытом.

## Известные стимулы АСМР (триггеры)
Спектр АСМР-триггеров очень широк. Их можно разделить на четыре основные группы.
Первой, наиболее распространённой и обширной группой стимулов являются звуковые:
- шёпот, нежный и тихий голос, медленная мягкая речь;
- мягкое шуршание, хруст пластиковой или бумажной упаковки, целлофана в руках;
- постукивание ногтями или предметами, лёгкое царапанье ногтями или предметами по текстурным поверхностям, например по пластику или дереву;
- цоканье языком, звук при произношении букв «ц», «ч», причмокивания;
- шелест страниц, звук, издаваемый пальцами при трении с бумагой, ручкой или карандашом при письме;
- дыхание, дуновение в микрофон.

Вторая группа визуальных стимулов:
- плавные движения руками;
- слежение за ярким точечным светом (фонариком);
- сосредоточенность наблюдаемого человека на какой-то работе (рисование, решение задач, программирование и тому подобные занятия).

К третьей группе триггеров можно отнести ситуации, связанные с проявлением персонального внимания к человеку или ролевая игра:
- осмотр у врача, разговор при анкетировании;
- процесс ухода за человеком, укладки волос, расчёсывания, нанеcения макияжа;
- спокойное объяснение, например на уроке в учебном заведении.

К четвёртой группе относят тактильные триггеры:
- мягкие касания плеч, шеи и тела руками, массаж;
- дотрагивания до кожи кончиками пальцев, кисточкой, пером и тому подобными предметами.
- струйные потоки горячей или тёплой воды.

Авторы видео для АСМР часто пытаются соединить множество триггеров в одном видео. Для этого они стараются воссоздать разные ситуации проявления внимания к зрителю в виде связного сюжета, такие видео называются ролевыми (англ. roleplay). В них зритель занимает место камеры, а АСМР-артист взаимодействует с камерой, как с человеком. Это создаёт у зрителя особый эффект погружения и переживания ситуации. Среди таких ситуаций может быть симуляция стрижки, посещения врача или чистки ушей. Чаще всего, АСМР-триггеры чувствуются в состоянии покоя, в прохладном помещении.

## Освещение в средствах массовой информации
АСМР-видео были одной из тем, обсуждавшийся на конференции Boring 2012 в Великобритании. В статье журнала Slate, посвящённой данной конференции, был упомянут музыкант и журналист Родри Марсден, выступивший с докладом об АСМР под альтернативным названием «аутосенсорная меридиональная реакция» (Auto-Sensory Meridian Response) как одной из разновидностей видео с ролевыми играми на YouTube.
По мнению преподавателя музыкального факультета Университета штата Огайо Дэвида Хьюрона, эффект АСМР «тесно связан с ощущением безопасности и альтруистического внимания». Хьюрон отмечает его сильное сходство с взаимной чисткой у приматов.
Теме АСМР были посвящены выпуски различных новостных программ в аудио- и видеоформате. Эта тема также освещалась в печатных и интернет-изданиях. В одном из подкастов на сайте «McGill Daily» отмечается широкая распространённость АСМР-видео на YouTube и приводятся высказывания различных людей, описывающих их личный опыт, связанный с этим ощущением. Один из выпусков программы «This American Life» чикагской радиостанции WBEZ был посвящён американской писательнице Андрее Сейгел и её впечатлениям от АСМР.
На сакраментском новостном телеканале News10/KXTV сообщалось о распространении в Интернете видео, вызывающих АСМР и помогающих зрителям расслабляться и засыпать. У нескольких авторов АСМР-видео были взяты интервью, в которых они рассказывали об АСМР-сообществе, АСМР-видео и целевой аудитории этих видео. Авторов АСМР-видео иногда называют АСМР-тистами.
Тема АСМР получает всё больше внимания и освещения в средствах массовой информации мира. Внимание телеканалов привлекают получившие широкую популярность в интернете авторы АСМР-видео. Каналы самых популярных из них имеют уже сотни миллионов просмотров и сотни тысяч подписчиков. К примеру, одна из мировых звёзд АСМР Мария GentleWhispering появлялась в эфире австралийского ABC, Yahoo! 7 TV и в радио-эфире балтиморского радио 98 Rock, где рассказывала аудитории о АСМР и своём увлечении.

## Реакция научного сообщества
Старший преподаватель неврологии Йельского университета Стивен Новелла в своём блоге, посвящённом прикладным нейронаукам, отмечает недостаток научных исследований, посвящённых АСМР, и предлагает использовать функциональную магнитно-резонансную томографию и транскраниальную магнитную стимуляцию для сравнительного изучения мозга людей, испытывающих и не испытывающих АСМР. Новелла рассматривает понятие неврологического разнообразия и указывает на сложность человеческого мозга как результат эволюционных процессов.
В газете «The Independent» приводится высказывание Тома Стаффорда, преподавателя психологии и когнитивистики Шеффилдского университета:
Вполне возможно, что это явление действительно существует, однако по своей природе оно трудно поддаётся изучению. Внутренние переживания — предмет множества психологических исследований, но когда мы сталкиваемся с чем-то невидимым и неосязаемым, и не все способны это ощущать, — это становится «белым пятном». Как в случае с синестезией — долгие годы её считали мифом, но затем в 1990-х годах был предложен надёжный способ её измерения.
По мнению невролога Эдварда Дж. О’Коннора, изложенному в газете «Corsair», выпускаемой Колледжем Санта-Моники, препятствием к подробному изучению феномена АСМР является отсутствие такого стимула, который вызывал бы АСМР у всех без исключения людей.